# Bibliopegia antropodérmica

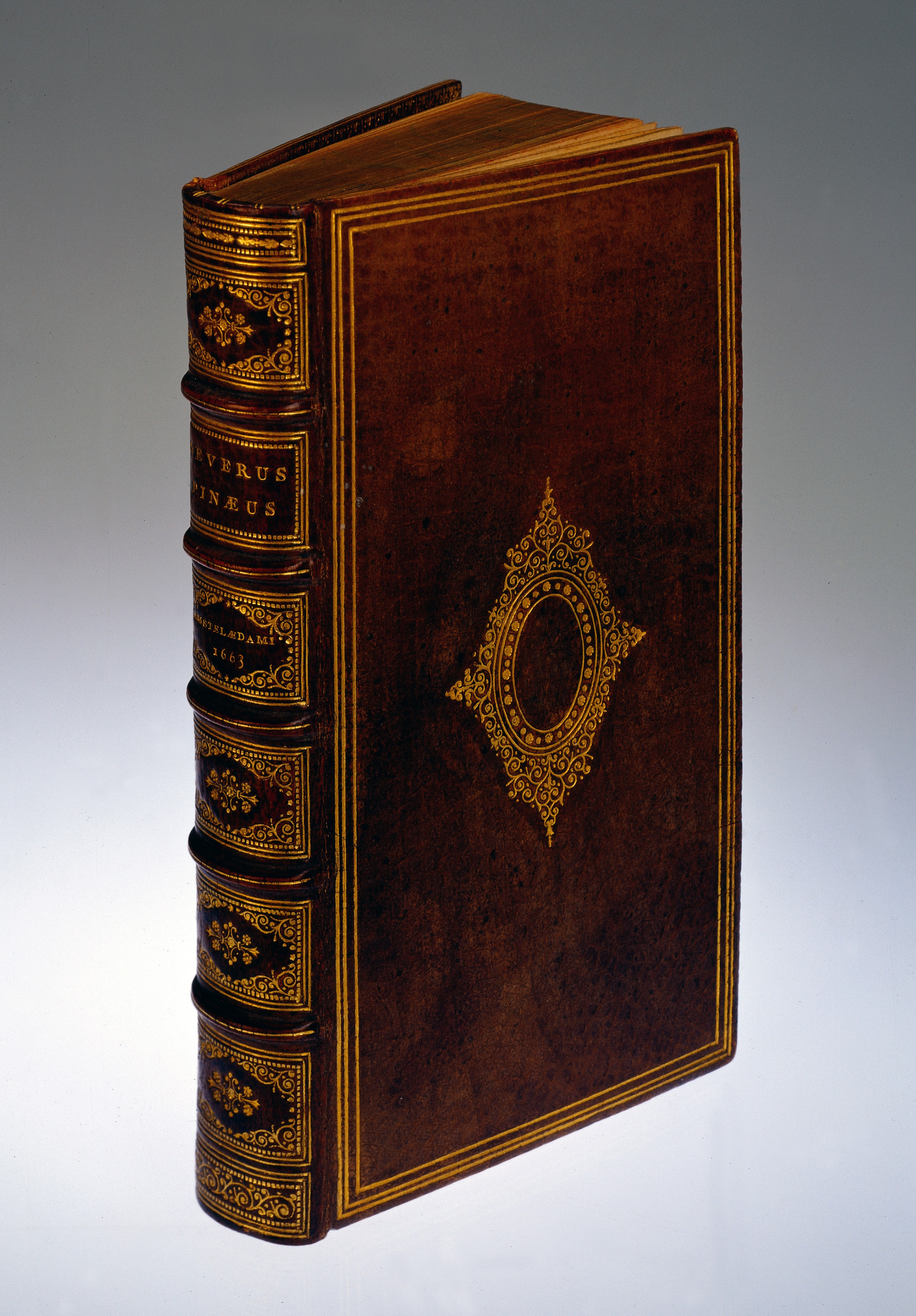
Libro "Destinos del alma" del, encuadernado con piel humana por el Dr. Ludovic Bouland alrededor de 1865

La bibliopegia antropodérmica es la técnica de encuadernar libros con piel humana. Aunque en la actualidad es una práctica extremadamente inusual, alcanzó su momento de esplendor en el siglo XVII.

## Historia
Existen numerosos ejemplos de libros encuadernados con esta técnica que han llegado hasta nosotros, entre ellos se encuentran algunos tratados sobre anatomía forrados con la piel del cadáver diseccionado, testamentos forrados con la piel del testador y copias de procesos judiciales forradas con la piel del condenado, como el de William Corder (el asesino de Red Barn). La mayor parte de estos libros están en bibliotecas, museos y colecciones privadas.
- Datos: Q3270204
- Multimedia: Anthropodermic bibliopegy / Q3270204